# Borislav Slavov
Borislav Slavov (bulgarisch Борислав Славов; * 17. Juli 1973 in Sofia, Bulgarien) ist ein bulgarischer Komponist und aktuell tätig beim belgischen Entwickler Larian Studios.

## Leben
Slavov wurde am 17. Juli 1973 in Bulgarien, Sofia geboren. Er ist Komponist, bekannt für Baldur’s Gate 3 (2023), Ryse: Son of Rome (2013) und Crysis 3 (2013).

## Werk
Borislav Slavov ist ein mehrfach preisgekrönter Videospiel-Komponist und Musikdirektor. Seine Karriere in der Spieleindustrie begann 2001 mit seiner ersten Soundtrack-Produktion für das Echtzeit-Strategiespiel Knights of Honor. Nach dem erfolgreichen Debüt arbeitete er an Spieltiteln wie Two Worlds II, WorldShift und Gothic 3. 2009 trat Slavov eine Stelle beim deutschen Spieleentwickler Crytek an, wo er bis Anfang 2016 an den Spielen Crysis 2, Crysis 3, Warface und Ryse als Komponist und Musikdirektor arbeitete. 2016 wechselte er zu den belgischen Larian Studios und komponierte die Musik für das Rollenspiel Divinity: Original Sin II. Slavov ist spezialisiert auf die Produktion und Implementierung von adaptiver Videospielmusik, die sich in Echtzeit entsprechend den Entscheidungen und Aktionen der Spieler verändert und weiterentwickelt.
Der Soundtrack für Baldur’s Gate 3 wurde von Slavov komponiert und mit dem Hungarian Studio Orchestra aufgenommen. Der Soundtrack wurde bis Mitte November 2023 über 30 Mio. mal auf Spotify angehört. Das Lied Weeping Dawn wurde bei den 11th Hollywood Music in Media Awards 2020 nominiert. Im Jahr darauf wurde I Want to Live bei den 12th Hollywood Music in Media Awards nominiert. Bei den 14th Hollywood Music in Media Awards hat Slavov den Preis für die Beste Musik gewonnen. Bei den The Game Awards 2023 wurde Slavov in der Kategorie „Best Score and Music“ nominiert.

## Werke (Auszug)
- 2013: Crysis 3
- 2013: Ryse: Son of Rome
- 2023: Baldur’s Gate 3
- Crysis 2
- Divinity: Original Sin II
- Earthrise
- Eschalon: Book I
- Eschalon: Book II
- Eschalon: Book III
- Grotesque Tactics
- Grotesque Tactics: Evil Heroes
- Larva Mortus
- Lost in Harmony: The Musical Odyssey
- Robinson: The Journey
- The Climb
- Two Worlds II
- Two Worlds II: Castle Defense
- WorldShift

## Auszeichnungen
| Jahr | Auszeichnung                         | Kategorie                   | Empfänger                               | Ergebnis  | Refs.        |
| ---- | ------------------------------------ | --------------------------- | --------------------------------------- | --------- | ------------ |
| 2020 | 11th Hollywood Music in Media Awards | Original Song – Video Game  | Borislav Slavov (für „Weeping Dawn“)    | nominiert | [ 5 ]        |
| 2021 | 12th Hollywood Music in Media Awards | Original Song – Video Game  | Borislav Slavov (für „I Want to Live“)  | nominiert | [ 6 ]        |
| 2023 | 14th Hollywood Music in Media Awards | Original Score – Video Game | Borislav Slavov                         | Gewonnen  | [ 7 ] [ 10 ] |
| 2024 | BAFTA Games Awards 2024              | Music - Video Game          | Borislav Slavov (für "Baldur's Gate 3") | Gewonnen  | [ 11 ]       |
| 2024 | The Game Awards 2023                 | Best Score and Music        | Borislav Slavov                         | nominiert | [ 7 ] [ 12 ] |